# Benno Schmied
Benno Schmied (* 3. Februar 1914 in Recklinghausen; † 15. September 1995 in Olpe) war ein deutscher Fußballspieler.
Der Torwart spielte in der Saison 1948/49 für den 1. FC Köln, der damals noch in der Landesliga spielte. Mit insgesamt 17 Einsätzen (von 26 möglichen) hatte Schmied großen Anteil am Aufstieg in die Oberliga West, welcher am Ende der Saison erreicht war. Mit dem Aufstieg verließ er den FC.

## Vereine
- bis 1948: Schwarz-Weiß Essen
- 1948 bis 1949: 1. FC Köln
- seit 1949: Borussia Lippstadt

## Statistik
- Landesliga
17 Spiele

## Erfolge
- 1949 Aufstieg in die Oberliga West

| Personendaten    | Personendaten            |
| ---------------- | ------------------------ |
| NAME             | Schmied, Benno           |
| KURZBESCHREIBUNG | deutscher Fußballtorwart |
| GEBURTSDATUM     | 3. Februar 1914          |
| GEBURTSORT       | Recklinghausen           |
| STERBEDATUM      | 15. September 1995       |
| STERBEORT        | Olpe, Deutschland        |